# نورمان بتيغيغ
نورمان بتيغيغ (بالإنجليزية: Norman Buttigieg)‏ هو لاعب كرة قدم مالطي في مركز الدفاع، ولد في 18 فبراير 1956 في باولا في مالطا. شارك مع منتخب مالطا لكرة القدم. أما مع النوادي، فقد لعب مع نادي هيبرنيانز.

## وصلات خارجية
- نورمان بتيغيغ على موقع قاعدة بيانات كرة القدم.إي يو (الإنجليزية)
- نورمان بتيغيغ على موقع ناشيونال فوتبول تيمز (الإنجليزية)
- نورمان بتيغيغ على موقع Soccerway.com (الإنجليزية)
- نورمان بتيغيغ على موقع عالم كرة القدم.نت (الإنجليزية)